# أبوتستون
أبوتستون هي قرية صغيرة في المملكة المتحدة في مقاطعة هامبشاير الإنجليزية. يقع على بعد ميلين من أقرب مدينة، نيو ألريسفورد، على بعد 6 أميال من وينشستر و54 ميلا من لندن. تقع على ارتفاع 67 مترا داخل منطقة مدينة وينشستر، وأقرب مدينة هي نيو ألريسفورد. هي الآن في أبرشية إيتشن ستوك، لكنها كانت في السابق أبرشيتها الخاصة. يقع أبوتستون على طول جزء إليسفيلد إلى إتشن عباس من مسار القلاع الثلاثة، مسار المشي لمسافات طويلة. يحتوي أبوتستون على قرية مهجورة من العصور الوسطى،  وأدلة على التحصينات، بالإضافة إلى العديد من المحاجر المهجورة.
أبوتسون هي موطن ل 32 ساكن.

## الحكم
تعتبر القرية جزءا من أبرشية إيتشن ستوك وأوفينغتون المدنية وهي جزء من منطقة مدينة وينشستر غير الحضرية التابعة لمجلس مقاطعة هامبشاير .